# Grangeopsis
Grangeopsis é um género botânico pertencente à família Asteraceae.